# Trends in Biochemical Sciences
Trends in Biochemical Sciences è una rivista scientifica peer-reviewed open access pubblicata da Cell Press, un marchio editoriale della Elsevier. Fondata nel 1976, la rivista viene pubblicata con periodicità mensile e tratta argomenti relativi alla biochimica, alla biofisica e alla biologia molecolare. Il caporedattore è Sannie Culbertson.

## Pubblicazione e indicizzazione
Gli abstract e gli articoli della rivista sono pubblicati e indicizzati in:
- MEDLINE
- PubMed
- Scopus

Secondo il Journal Citation Reports, nel 2024 la rivista ha avuto un fattore di impatto pari a 11.7.